# Hucleux
Jean Olivier Hucleux, dit Hucleux, né à Chauny le 16 mars 1923 et mort à Évecquemont le 17 mai 2012,, est un peintre et dessinateur français.

## Biographie
(mai 2010).
Hucleux fait ses premiers essais de peinture entre 1940 et 1945 : Le Marinier est sa première peinture d'après photographie. Il cesse de peindre en 1945 et exerce alors divers métiers.
En 1968, il se remet à peindre. Installé à Vaux-sur-seine, il réalise ses premières tentatives de peinture. Comme on peint d'après nature, il peint d'après photos : Portrait de la femme de l'artiste, Entrée de village, Cimetière de voiture.
En 1971, il entreprend la série des Cimetières qui le mènera, dans une démarche strictement conceptuelle, à la Documenta V, en 1972, à Cassel, où il montre pour la première fois ses peintures.
Jusqu'en 1974, il continue la série des Cimetières, qu'il expose au Danemark, en Allemagne et en Finlande à Helsinki. Il entre dans les collections de Peter Ludwig (Allemagne), de Sarah Hilden (Finlande), de Mr Lewis (États-Unis), de Jean Pigozzi et du Centre national d'art et de culture Georges-Pompidou (France). Dès lors il se consacre aux portraits : Jean-Pierre Raynaud, Autoportrait, Étienne Martin, Jean Le Gac.
En 1975, European Painting in the 70's au Los Angeles County Museum (États-Unis) en compagnie de Francis Bacon et de Jean Dubuffet. Il entreprend, sur commande, le portrait du Professeur Peter Ludwig et de sa femme, suivi peu après des Jumelles.
En 1979, Pontus Hultén organise une rétrospective de ses œuvres au Centre Georges Pompidou, dans le cadre de l'exposition Copie conforme.
Il s'ensuit un certain nombre de commandes publiques parmi lesquelles le portrait peint des Présidents Georges Pompidou et François Mitterrand, ainsi que la commande d'un bronze en hommage à Louis Aragon. Entre-temps, il réalise les portraits peints de Paul Bocuse et de Pontus Hulten.
En 1985-1986, il oriente ses recherches vers le dessin à la mine de plomb : il réalise tout d'abord son autoportrait et prépare pour la Foire internationale d'art contemporain (FIAC) de 1987, à la galerie Beaubourg, une série de onze portraits dessinés. Il poursuit la série des portraits dessins en vue d'expositions programmées en 1991.
Il réalise parallèlement des dessins dits de « déprogrammation » présentés à la Galerie Montaigne (Paris), au musée d'Art contemporain de Lyon Biennale de Lyon et à la FIAC de 1991.
En 1993, après diverses expositions à Lyon, Montréal, Figeac, il participe à l'exposition de réouverture de la National Portrait Gallery à Londres, « The portrait now », exposition consacrée au portrait dans l'art contemporain international. Hucleux y représente la France. Suivent diverses expositions : galerie Claudine Papillon, Paris (1993-94), galerie Beaubourg-Vence (1994) avec le portrait peint de Jeanne Hucleux, Centre Georges-Pompidou avec le portrait d'Erik Dietman lors de l'exposition de ce dernier.
Simultanément, il continue sa recherche sur la déprogrammation, qu'il expose à la Galerie Barbier, en même temps que son Double Autoportrait. Il est présent dans cette galerie à la FIAC de 1995.
En février 1996, pour l'inauguration de la Maison européenne de la photographie, un portrait lui a été commandé par J.L. Monterosso. Ce portrait dessiné à la mine de plomb d'1,80 m sur 1,50 m représente le portrait de Robert Frank réalisé d'après une photo de Marc Trivier.
Il expose au palais Bénédictine à Fécamp des œuvres dessinées et peintes ainsi que des dessins de déprogrammation conjointement avec la présence de sept sculptures de César
Fin 1996, début 1997, il participe à l'exposition « Double Vie - Double Vue » à la Fondation Cartier à Paris. Une seule œuvre peinte, Les Jumelles, est présente dans cette exposition qui a pour thème la gémellité.
En 1997, il participe à la Biennale de Lyon dont le thème est L'autre, avec Les Jumelles. Il est en mars 1998 à la MAAC à Fresnes, à l'exposition Livres, Cahiers d'Artistes, Estampes, Multiples.
En octobre 1999, une rétrospective de son œuvre lui a été consacrée au musée d'Art contemporain de Lyon. Une partie de cette exposition sera reprise par la Daniel Templon en 2000.
De novembre 2000 à janvier 2001, à la galerie du collège Marcel-Duchamp, dans le cadre de l'exposition « La Section d'or » à Châteauroux.
En avril 2001, Dix Squares font l'objet d'une exposition dans le hall du Palais des Congrès de Paris
En juin 2001, une partie de son travail, dont Les Squares principalement, des dessins de déprogrammation, des portraits dessinés et le portrait de Jeanne Hucleux (peinture), sont présentés au château du Grand Jardin à Joinville (Haute-Marne). En 2001-2002, il expose au musée d'art contemporain d'Aix-la-Chapelle en Allemagne, cinq Cimetières dans le cadre de l'exposition « Streit Lust » programmée par Wolfgang Becker.
Il participe en 2002 à une exposition au musée d'art contemporain de Bordeaux puis, en 2003, au musée d'art contemporain de Strasbourg.
Parallèlement à son travail existant, il se dirige vers une recherche totalement nouvelle de dessins dont le support est l'ordinateur, avec la collaboration de son fils Jean-Louis.

### Filmographie
- Daniel Le Comte, Portrait du peintre Hucleux, documentaire de 20 minutes, 1975
- Virgile Novarina, Jean Olivier Hucleux, du travail à l'œuvre, documentaire de 65 minutes, 2009, présentation
- Brigitte Barbier, L'Eau sèche, un voyage avec Jean Hucleux, film de 54 minutes, 2010, présentation